# Wilfried Wroost
Wilfried Wroost, eigentlich Wilhelm Friedrich Wroost (* 13. September 1889 in Hamburg; † 14. August 1959 ebenda) war ein deutscher Erzähler und Dramatiker. Bekannt wurden Stücke des Autors vor allem durch Aufführungen am Ohnsorg-Theater.

## Werk

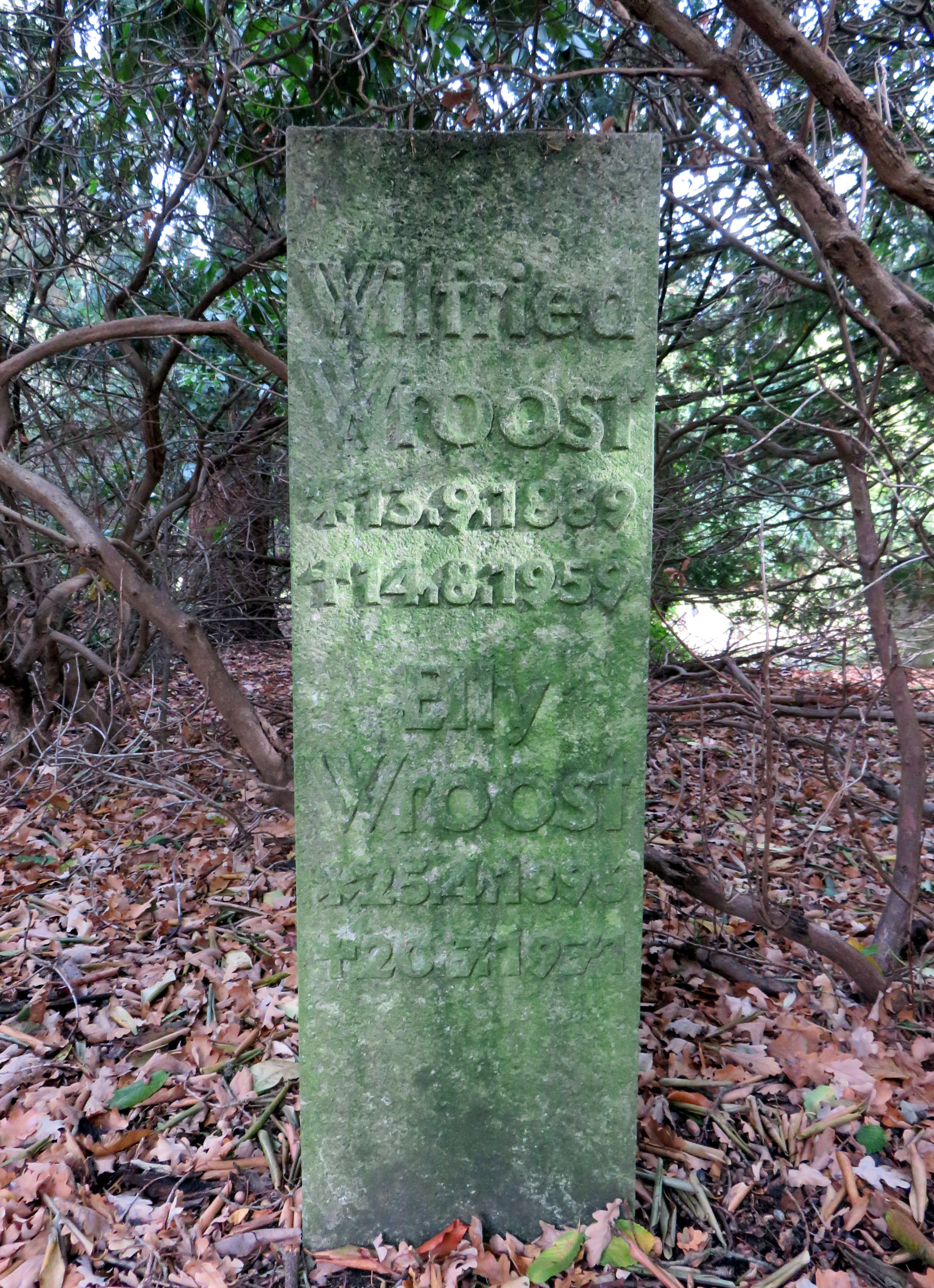
Grabstein Wilfried Wroost auf dem Friedhof Ohlsdorf

Wroost schrieb in niederdeutscher Sprache und bezog Stoffe wie Figuren aus dem plattdeutschen Milieu; für Fernsehübertragungen von Stücken wie Mien Mann, de fohrt to See wurden seine Arbeiten ins Hochdeutsche übertragen.
Neben Theaterstücken schrieb Wroost auch Romane und Erzählungen.
1933 trat er der NSDAP bei.

## Ehrungen
1950 wurde in Hamburg-Wilstorf die vormalige Liliencronstraße ihm zu Ehren in Wroostweg umbenannt und 1962 auf die vormalige Georg-Droste-Straße erweitert.
In Buchholz in der Nordheide gibt es einen Wilfried-Wroost-Weg.

## Privates
Wilfried Wroost starb am 14. August 1959 in seiner Heimatstadt Hamburg und wurde auf dem dortigen Friedhof Ohlsdorf bei Planquadrat AD 5 auf einer Anhöhe südwestlich von Kapelle 8 beigesetzt.

## Werke
- Der Russenkopf: die Geschichte einer Kompagnie, Westermann, Hamburg/Braunschweig/Berlin 1919
- Vadder Soodmann. Een Geschicht von de Hamborger Woterkant. Westermann, Braunschweig 1919
- Fiete Kiekbusch. De Geschicht von een Hamborger Jung. Hanf, Hamburg 1921
- Peter Pink. Westermann, Brunswiek 1922
- Lot mi an Land. Een Hupen Döntjes von de Hamburger Woterkant. Köhler & Krüger, Hamburg 1925
- Lütt un Lütt. 'ne Handvull nee' lütte Hamborger Döntjes un lütte lustige Geschichten. Köhler, Hamburg 1927
- Gastweert Goebels Swiegersöhn. ’ne lustige plattdütsche Geschicht. Cordes, Kiel/Leipzig 1930
- Das Gasthaus zur guten Hoffnung. Georg Westermann, Braunschweig 1939
- Sonne überm Alltag - Heitere Geschichten. Dreizack Schmitz, Hamburg/Altona 1940
- Minschen bi’n Michel. Lustige Hamborger Geschichten. Köhler, Hamburg 1954

## Aufzeichnungen aus dem Ohnsorg-Theater
- 1955: Das Herrschaftskind – Regie: Hans Mahler, mit Walter Scherau, Heidi Kabel, Vera Gruber, Georg Pahl, Heini Kaufeld
- 1958: Wenn man Meyer heißt
- 1961: Ein Mann mit Charakter – Regie: Hans Mahler, mit Walter Scherau, Heidi Kabel, Ernst Grabbe, Günter Lüdke, Jochen Schenck
- 1964: Die Kartenlegerin oder Die Welt will betrogen sein
- 1966: Gastwirt Goebel – Regie: Günther Siegmund, mit Otto Lüthje, Erna Raupach-Petersen, Ulla Mahrt, Karl-Heinz Kreienbaum
- 1967: Peter Pink – Regie: Hans Mahler, mit Otto Lüthje, Heidi Kabel, Edgar Bessen, Ulla Mahrt, Karl-Heinz Kreienbaum, Ernst Grabbe
- 1968: Die lieben Verwandten
- 1968: Die Kartenlegerin – Regie: Hans Mahler, mit Heidi Kabel, Edgar Bessen, Otto Lüthje, Jochen Schenck, Willy Millowitsch
- 1971: Mein Mann, der fährt zur See – Regie: Günther Siegmund, mit Christa Wehling, Edgar Bessen, Herma Koehn, Henry Vahl, Otto Lüthje
- 1972: Das Herrschaftskind – Regie: Günther Siegmund, mit Werner Riepel, Heidi Kabel, Heidi Mahler, Heinz Lanker
- 1979: Ein Mann mit Charakter – mit Heidi Kabel, Werner Riepel, Beate Kiupel, Jürgen Pooch, Hilde Sicks
- 1988: Wenn du Geld hast – Regie: Hans Timmermann, mit Heidi Kabel, Werner Riepel, Jürgen Pooch, Heidi Mahler
- 1996: Wenn man Meyer heißt – Regie: Wilfried Dziallas, mit Fritz Hollenbeck, Uta Stammer, Uwe Detlef Jessen, Oskar Ketelhut.

## Hörspiele
- 1925: Slagsiet – Regie: Hans Böttcher
- 1926: Peter Pink – Regie: Nicht angegeben (2 Ausstrahlungen)
- 1927: Wrack (auch als Sprecher, Rolle: Paul Goodmann, Expedient) – Regie und Sprecher: Hans Böttcher
- 1927: Wrack – Regie: Otto Mensing (Aufführung der Niederdeutschen Bühne Kiel)
- 1949: Wrack – Regie: Hans Freundt
- 1950: Sien veerte Fro – Regie: Walter A. Kreye
- 1954: Mit Stappenbeck stimmt wat nich! - Regie: Hans Tügel